# Binnenschifffahrtsinformationsdienst
Binnenschifffahrtsinformationsdienste (häufig wird auch die Abkürzung RIS für River Information Services verwendet) sind Systeme der Verkehrstelematik zum Verkehrsmanagement auf Binnengewässern, insbesondere Wasserstraßen wie Flüssen und Kanälen. In Funktion und Aufbau ähneln sie einem Flugverkehrsmanagementsystem, ergänzt um die Geoinformatik des Flusslaufes.
Durch ein RIS soll eine optimale Ausnutzung der Transportkapazitäten gewährleistet werden und gleichzeitig Informationen zu Transportvorgängen auf dem Gewässer in Echtzeit bereitgestellt werden. Der technische Aufbau eines RIS besteht aus einer Leitzentrale und einem Kommunikationssystem, über das Schiffe und Leitzentrale oder auch andere relevante Einrichtungen oder Sensoren Informationen austauschen. Diese Informationen können zum Beispiel Ortsangaben, Daten zu Ladung, Status und Bewegung eines Schiffes, Angaben zum Wetter oder Zustand der Wasserstraße oder Informationen zu Schleusungen umfassen.
RIS sind ein wichtiger Bestandteil des längerfristigen Verkehrsprogrammes der Europäischen Kommission, die sich von einer Optimierung des Verkehrs auf Wasserstraßen eine umweltfreundliche Verlagerung von Straßentransporten auf das Wasser erhofft. Die Vorteile, die ein RIS aus Sicht der EU bietet:
- Bessere Information soll zuverlässigere Zeitpläne im Verkehr auf Wasserstraßen und eine bessere Einteilung an Schleuse oder Dock ermöglichen
- Bessere Schnittstellen verbessern die Kooperation mit anderen Transportmodi
- Echtzeit-Information über Schiffe und effektive Überwachung von Risikotransporten erhöht die Sicherheit
- Eine schnelle Übersicht über den Verkehr auf einer Wasserstraße ermöglicht Optimierung
- Der internationale Handel wird durch automatisierte Grenzübergänge vereinfacht
- Die automatische Sammlung von Transportstatistiken ermöglicht strategische Planung und Optimierung

Entsprechend diesem Ansatz fördert die Europäische Kommission die Forschung und Entwicklung von RIS in ihrem Forschungsrahmenprogramm.
Zwei Beispiele für europäische RIS sind:
- European River Information Services
- Donau River Information Services – DoRIS für die Donau in Österreich

Ähnliche Systeme außerhalb Europas gibt es z. B. an den Großen Seen und am Sankt-Lorenz-Strom in Kanada oder am Mississippi River, für den Jangtse wird über ein RIS nachgedacht.
Europäische Behörden, Betreiber und Hersteller fanden sich im COMPRIS-Projekt zusammen, das von der Europäischen Kommission initiiert und im Rahmen des fünften Forschungsrahmenprogramms finanziert wurde. Das COMPRIS-Konsortium umfasst 44 Partner aus elf europäischen Ländern.

## Rechtsquellen
Zur Richtlinie 2005/44/EG über harmonisierte Binnenschifffahrtsinformationsdienste (RIS) auf den Binnenwasserstraßen der Gemeinschaft wurden ergänzende Verordnungen erlassen:
- Verordnung (EG) Nr. 414/2007 vom 13. März 2007 über die technischen Leitlinien für die Planung, die Einführung und den Betrieb der Binnenschifffahrtsinformationsdienste (veröffentlicht im Amtsblatt der Europäischen Union L 105 vom 23. April 2007, Seite 1)
- Verordnung (EG) Nr. 415/2007 vom 13. März 2007 über die technischen Spezifikationen für Schiffsverfolgungs- und -aufspürungssysteme (veröffentlicht im Amtsblatt der Europäischen Union L 105 vom 23. April 2007, Seite 35)
- Verordnung (EG) Nr. 416/2007 vom 22. März 2007 über die technischen Spezifikationen für Nachrichten für die Binnenschifffahrt (veröffentlicht im Amtsblatt der Europäischen Union L 105 vom 23. April 2007, Seite 88)